# NGC 7800
NGC 7800 é uma galáxia irregular (Im) localizada na direcção da constelação de Pegasus. Possui uma declinação de +14° 48' 27" e uma ascensão recta de 23 horas, 59 minutos e 37,0 segundos.
A galáxia NGC 7800 foi descoberta em 24 de Dezembro de 1783 por William Herschel.